# Bazarno-Karabulakskij rajon
Il Bazarno-Karabulakskij rajon (in russo Базарно-Карабулакский район?) è un rajon dell'Oblast' di Saratov, nella Russia europea; il suo capoluogo è Bazarnyj Karabulak.